# سيانغجو (منطقة سينغيانغ)
سيانغجو (بالصينية: 襄州区) هي مقاطعة تقع في الصين في شيانغيانغ.